# Австрия на летних Олимпийских играх 1984
Австрия принимала участие в Летних Олимпийских играх 1984 года в Лос-Анджелесе (США) в девятнадцатый раз за свою историю и завоевала по одной медали каждого достоинства. Сборную страны представляли 102 спортсмена (71 мужчина, 31 женщина).

## Медалисты
| Медаль  | Спортсмен         | Вид спорта | Дисциплина                             |
| ------- | ----------------- | ---------- | -------------------------------------- |
| Золото  | Петер Зайзенбахер | Дзюдо      | Мужчины, до 86 кг                      |
| Серебро | Андреас Кронталер | Стрельба   | Мужчины, пневматический пистолет, 10 м |
| Бронза  | Йозеф Райтер      | Дзюдо      | Мужчины, до 65 кг                      |

## Результаты соревнований

### Академическая гребля
В следующий раунд из каждого заезда проходили несколько лучших экипажей (в зависимости от дисциплины). В финал A выходили 6 сильнейших экипажей, ещё 6 экипажей, выбывших в полуфинале, распределяли места в малом финале B
Мужчины
| Соревнование | Спортсмены      | Предварительный заезд | Предварительный заезд | Предварительный заезд | Отборочный заезд | Отборочный заезд | Отборочный заезд | Полуфинал | Полуфинал | Полуфинал | Финал   | Финал   | Итоговое место |
| Соревнование | Спортсмены      | Заезд                 | Время                 | Место                 | Заезд            | Время            | Место            | Заезд     | Время     | Место     | Время   | Место   | Итоговое место |
| ------------ | --------------- | --------------------- | --------------------- | --------------------- | ---------------- | ---------------- | ---------------- | --------- | --------- | --------- | ------- | ------- | -------------- |
| одиночки     | Раймунд Хаберль | 3                     | 7:33,50               | 3                     | 2                | 7:29,08          | 2 Q              | 1         | 7:38,48   | 6         | Финал B | Финал B | 8              |
| одиночки     | Раймунд Хаберль | 3                     | 7:33,50               | 3                     | 2                | 7:29,08          | 2 Q              | 1         | 7:38,48   | 6         | 7:25,38 | 2       | 8              |